# Kysucké Nové Mesto (stacja kolejowa)
Kysucké Nové Mesto – stacja kolejowa w Kysuckim Novym Meste, w kraju żylińskim, na Słowacji.